# Проспект Вячеслава Клыкова
Проспе́кт Вячесла́ва Клы́кова — проспект в Юго-Западном микрорайоне Центрального округа города Курска. Проспект проходит с севера на юг: от Майского бульвара (являясь продолжением улицы Бойцов 9-й дивизии) до пересечения с улицей Сумской; имеет протяжённость 2 км. Название присвоено 11 сентября 2006 года решением Курского городского Собрания вновь образованному проспекту в честь скульптора, народного художника России, заслуженного деятеля искусств Российской Федерации, уроженца Курской области Вячеслава Михайловича Клыкова (1939—2006).
Проспект Вячеслава Клыкова соединяет Северо-Западный микрорайон Центрального округа Курска с микрорайоном КЗТЗ Сеймского округа.

## Пересекает или соприкасается с улицами
- Майский бульвар
- улица Монастырская Балка
- Яблоневая улица
- Сумская улица
- улица Бойцов 9-й Дивизии
- Крымская улица

## Примечательные здания и сооружения

### По нечётной стороне

#### Памятник Вячеславу Клыкову
Памятник скульптору Вячеславу Клыкову работы его сына Андрея Клыкова был торжественно открыт в сквере на проспекте Вячеслава Клыкова 3 ноября 2007 года. Вячеслав Клыков изображён сидящим со скрещенными руками на фоне своего творения — Звонницы, установленной на Прохоровском поле. Скульптура искусственно состарена, из-за чего имеет зеленоватый оттенок. В церемонии открытия памятника принимали участие губернатор Курской области Александр Михайлов, представители областной администрации, федеральных органов власти, областного центра, Курского землячества в Москве, духовенства. В апреле 2013 года неподалёку от памятника скульптору высажено 35 лип в честь 35-летия газеты «Аргументы и Факты».

### По чётной стороне

#### Курский областной перинатальный центр (№ 100)
Лечебно-профилактическое учреждение, оказывающее все виды специализированной, высокотехнологичной медицинской стационарной помощи в области акушерства, гинекологии, неонатологии, а также осуществляющее амбулаторную, консультативно-диагностическую и медико-реабилитационную помощь женщинам и новорождённым детям. Первый символический камень в современное здание областного перинатального центра на проспекте Вячеслава Клыкова был заложен в августе 2008 года. Здание построено менее чем за два года и введено в эксплуатацию в 2011 году по проекту возведения высокотехнологичных медицинских центров в рамках приоритетного национального проекта «Здоровье». Строительство центра осуществлялось ООО «Курсктехнострой».

## Транспорт
Движение общественного транспорта по проспекту Вячеслава Клыкова осуществляется автобусами и маршрутными такси.
Ближайшая остановка общественного транспорта к началу улицы — «Микрорайон Родники»:
Автобус: 35м, 41, 73м, 80м, 98г, 99м
Маршрутное такси: 150 .
Ближайшие остановки к концу улицы — «Областной перинатальный центр» (в сторону Майского бульвара) 
- «Областной перинатальный центр»:

Автобус: 10м, 35м, 41, 73м, 80м, 89г, 98г, 99м
Маршрутное такси: 150 .